# Campeonato Mundial de Esgrima de 1955
O Campeonato Mundial de Esgrima de 1955 foi a 25ª edição do torneio organizado pela Federação Internacional de Esgrima (FIE). O evento foi realizado em Roma, Itália. 

## Resultados
Os resultados foram os seguintes. 
Masculino
| Evento             | Ouro | Prata | Bronze |
| Espada individual  | Itália · Giorgio Anglesio | Itália · Franco Bertinetti                                                                                   | Itália · Carlo Pavesi                                                                                         |
| Espada por equipe  | Itália · Giorgio Anglesio · Franco Bertinetti · Giuseppe Delfino · Edoardo Mangiarotti · Carlo Pavesi · Alberto Pellegrino    | França · Édouard Artigas · Daniel Dagallier · Maurice Huet · Armand Mouyal · Claude Nigon · René Queyroux    | Hungria · Lajos Balthazár · Barnabás Berzsenyi · József Marosi · Ambrus Nagy · Béla Rerrich · József Sákovics |
| Florete individual | Hungria · József Gyuricza | França · Christian d'Oriola                                                                                  | Hungria · Jacques Lataste                                                                                     |
| Florete por equipe | Itália · Giancarlo Bergamini · Luigi Carpaneda · Manlio Di Rosa · Vittorio Lucarelli · Edoardo Mangiarotti · Antonio Spallino | Hungria · Mihály Fülöp · József Gyuricza · József Marosi · Kazmer Pacsery · Bertalan Szőcs · Endre Tilli     | Reino Unido · Harry Cooke · Henry Hoskyns · Allan Jay · René Paul · Osmund Reynolds                           |
| Sabre individual   | Hungria · Aladár Gerevich | Hungria · Rudolf Kárpáti                                                                                     | Itália · Renzo Nostini                                                                                        |
| Sabre por equipe   | Hungria · Aladár Gerevich · Jenő Hámori · Rudolf Kárpáti · Attila Keresztes · Pál Kovács · Endre Palócz                       | Itália · Giuseppe Comini · Gastone Darè · Roberto Ferrari · Arturo Montorsi · Luigi Narduzzi · Renzo Nostini | União Soviética · Leonid Bogdanov · Yevgueni Cherepovski · Lev Kuznetsov · Yakov Rylski · David Tyshler       |

Feminino
| Evento             | Ouro                                                                                                   | Prata | Bronze |
| Florete individual | Hungria · Lídia Dömölky                                                                                | Itália · Bruna Colombetti | Hungria · Ilona Elek                                                                                             |
| Florete por equipe | Hungria · Lídia Dömölky · Ilona Elek · Margit Elek · Katalin Kiss · Magdolna Kovács · Zsuzsanna Morvay | França · Catherine Delbarre · Renée Garilhe · Jacqueline Lorient · Françoise Mailliard · Jacqueline Thomas · Régine Veronnet | Itália · Irene Camber · Velleda Cesari · Bruna Colombetti · Lado Mantovani · Leopolda Predaroli · Silvia Strukel |

## Quadro de medalhas
| Ordem | País            | Medalha de ouro | Medalha de prata | Medalha de bronze |    |
| ----- | --------------- | --------------- | ---------------- | ----------------- | -- |
| 1     | Hungria         | 5               | 2                | 3                 | 10 |
| 2     | Itália          | 3               | 3                | 3                 | 9  |
| 3     | França          |                 | 3                |                   | 3  |
| 4     | Grã-Bretanha    |                 |                  | 1                 | 1  |
|       | União Soviética |                 |                  | 1                 | 1  |
| TOTAL | TOTAL           | 8               | 8                | 8                 | 24 |